# Stella Akakpo
Stella Akakpo (ur. 28 lutego 1994) – francuska lekkoatletka, sprinterka. 
W 2013 zdobyła złoto i srebro na mistrzostwach Europy juniorów w Rieti. W tym samym roku weszła w skład francuskiej sztafety 4 × 100 metrów, która na mistrzostwach świata w Moskwie zajęła 2. miejsce, lecz kilka godzin po finale została zdyskwalifikowana za przekroczenie strefy zmian przy podawaniu pałeczki. W 2014 weszła w skład francuskiej sztafety 4 × 100 metrów, która zdobyła srebro mistrzostw Europy w Zurychu. Brązowa medalistka młodzieżowych mistrzostw Europy w biegu na 100 metrów (2015). Na półfinale zakończyła udział podczas rozgrywanych w Belgradzie halowych mistrzostwach Europy (2017). Złota medalistka mistrzostw Francji.

## Osiągnięcia
| Rok  | Impreza                                 | Miejsce        | Konkurencja             | Lokata     | Wynik |
| ---- | --------------------------------------- | -------------- | ----------------------- | ---------- | ----- |
| 2011 | Mistrzostwa świata juniorów młodszych   | Lille          | bieg na 100 metrów      | półfinał   | 12,40 |
| 2011 | Olimpijski festiwal młodzieży Europy    | Trabzon        | bieg na 200 metrów      | 5. miejsce | 24,55 |
| 2013 | Mistrzostwa Europy juniorów             | Rieti          | bieg na 100 metrów      | 1. miejsce | 11,52 |
| 2013 | Mistrzostwa Europy juniorów             | Rieti          | sztafeta 4 × 100 metrów | 2. miejsce | 44,00 |
| 2013 | Mistrzostwa świata                      | Moskwa         | bieg na 100 metrów      | eliminacje | 11,43 |
| 2013 | Mistrzostwa świata                      | Moskwa         | sztafeta 4 × 100 metrów | –          | DQ    |
| 2014 | Mistrzostwa Europy                      | Zurych         | sztafeta 4 × 100 metrów | 2. miejsce | 42,45 |
| 2015 | Młodzieżowe mistrzostwa Europy          | Tallinn        | bieg na 100 metrów      | 3. miejsce | 11,55 |
| 2015 | Mistrzostwa świata                      | Pekin          | sztafeta 4 × 100 metrów | eliminacje | 43,58 |
| 2016 | Mistrzostwa Europy                      | Amsterdam      | bieg na 100 metrów      | półfinał   | DQ    |
| 2016 | Mistrzostwa Europy                      | Amsterdam      | sztafeta 4 × 100 metrów | 6. miejsce | 43,05 |
| 2016 | Igrzyska olimpijskie                    | Rio de Janeiro | sztafeta 4 × 100 metrów | eliminacje | 43,07 |
| 2017 | Halowe mistrzostwa Europy               | Belgrad        | bieg na 60 metrów       | półfinał   | 7,34  |
| 2017 | IAAF World Relays                       | Nassau         | sztafeta 4 × 100 metrów | 5. miejsce | 43,90 |
| 2017 | Superliga drużynowych mistrzostw Europy | Lille          | sztafeta 4 × 100 metrów | –          | DQ    |

## Rekordy życiowe
- Bieg na 60 metrów (hala) – 7,12 (2016)
- Bieg na 100 metrów – 11,17 (2016)
- Bieg na 200 metrów (stadion) – 23,54 (2013) / 23,49w (2017)
- Bieg na 200 metrów (hala) – 23,27 (2016)